# Ljubatovići
Ljubatovići (en cyrillique : Љубатовићи) est un village de Bosnie-Herzégovine. Il est situé dans la municipalité de Žepče, dans le canton de Zenica-Doboj et dans la fédération de Bosnie-et-Herzégovine. Selon les premiers résultats du recensement bosnien de 2013, il compte 551 habitants.

## Géographie
Le village est situé au bord de la Strupinska rijeka.

## Démographie

### Évolution historique de la population dans la localité
| 1948 | 1953 | 1961 | 1971 | 1981  | 1991 | 2013 |
| ---- | ---- | ---- | ---- | ----- | ---- | ---- |
| -    | -    | 742  | 807  | 1 092 | 564  | 551  |

|  |

### Communauté locale
En 1991, la communauté locale de Ljubatovići comptait 975 habitants, répartis de la manière suivante :